# Little Miss Fortune
Little Miss Fortune er en amerikansk stumfilm fra 1917 af Joseph Levering.

## Medvirkende
- Marian Swayne som Sis
- Lucile Dorrington som Flossie
- Hugh Thompson som Jim
- Bradley Barker som Ned
- Anna Day-Perry